# 意外的旅程 (韓國綜藝)
《意外的旅程》（：／）為韓國tvN電視台於2022年5月8日起播出的綜藝節目，由尹汝貞及李瑞鎮出演。節目紀錄在第93屆奧斯卡金像獎成為韓國首位獲得奧斯卡最佳女配角獎的尹汝貞在美國參與2022年第94屆奧斯卡金像獎期間的日程，而李瑞鎮在這次旅程則以「經紀人」身份與尹汝貞同行。
臺灣由iQIYI國際版、friDay影音每週一中午更新播出。tvN Asia自2022年6月6日起，於每週一晚間10點半播出。

## 節目成員

### 班底
- 尹汝貞：演員
- 李瑞鎮：演員，尹汝貞的首席經紀人
- 羅暎錫：節目PD，尹汝貞的助理經紀人
- 金大柱（김대주）：節目企劃（作家），尹汝貞的助理助理經紀人
- 李祐汀：節目企劃（作家）

### 其他
- 安德魯·黃（Andrew Ooi）：尹汝貞的美國經紀人[2]
- 羅慶三（나경삼）：某名牌分店長，尹汝貞的朋友兼形象造型顧問[3]
- 李仁兒（이인아）：尹汝貞的經紀人，本業為廣告製作人，韓裔德國人[3]
- 花粉紅（꽃분홍）：尹汝貞的摯友[4]
- 靜子·金-沃夫（Jungja Kim-Wolf）：動畫計時總監，尹汝貞的摯友，尹汝貞小妹尹汝順的同窗，尹汝貞大妹尹汝淑的大學後輩[4]
- 小那（늘）：尹汝貞的小兒子
- 洪張汝蔚（홍장여울）：翻譯家[5]
- 道格拉斯·姜（Douglas Kang）：電影製作人
- 吳吉倫（Alvin Goh）：時尚創意總監[6]
- 丹尼斯·勒波爾德（Dennis Leupold）：攝影師兼導演[6]
- 艾利·羅斯：電影導演兼演員[7]
- 艾瑞克·南：歌手，前職記者，小那的朋友[8]
- 艾迪·南（Eddie Nam）：艾瑞克·南的弟弟，小那的朋友[8]
- 李龍玉（이용옥）：美術指導[5]
- 泰瑞莎·姜-劉（Theresa Kang-Lowe）：藍色大理石（Blue Marble）經紀與影業CEO[8]
- 麥可·沃夫（Michael Wolf）：靜子的丈夫，動畫監製，艾美獎得主

## 收視率
| Module:電視收視率曲線圖第124行Lua错误：attempt to perform arithmetic on a nil value | Module:電視收視率曲線圖第124行Lua错误：attempt to perform arithmetic on a nil value |

| 1 | 2022年5月8日  | Mommy Works So Hard                      | 4.656% | 2 | 1 | 5.219% | 2 | 1 | 3.41% |
| 2 | 2022年5月15日 | 任何事情都可能發生：We Are Never Too Old | 4.241% | 3 | 1 | 4.635% | 3 | 1 | 3.04% |
| 3 | 2022年5月22日 | 熱忱＆時尚（Passion & Fashion）          | 3.794% | 3 | 1 | 4.495% | 3 | 1 | 2.88% |
| 4 | 2022年5月29日 | 奧斯卡之血汗淚                           | 3.413% | 2 | 1 | 4.327% | 2 | 1 | 2.35% |
| 5 | 2022年6月5日  | 意外的，旅程                             | 3.783% | 2 | 1 | 4.221% | 2 | 1 | 3.02% |

## 外部連結
- 官方网站
- Daum上《意外的旅程》的資料